# Todd, Todd, Why Hast Thou Forsaken Me?
Todd, Todd, Why Hast Thou Forsaken Me?, titulado Todd, Todd, ¿por qué me has abandonado? en Hispanoamérica y en España, es el noveno episodio de la trigesimoprimera temporada de la serie animada Los Simpson, y el episodio 671 de la serie en general. Se estrenó el 1 de diciembre de 2019 en Estados Unidos, el 27 de septiembre de 2020 en Hispanoamérica y el 17 de junio de 2021 en abierto en España.
Este episodio convierte al actual elenco de doblaje al español latinoamericano de Los Simpson, quienes doblan desde la temporada 16 en adelante en el elenco con la mayor cantidad de episodios doblados, superando a sus predecesores, quienes ya habían doblado las primeras 15 temporadas de la serie (335 episodios), posteriormente despedidos en 2004 por el conflicto entre la Asociación Nacional de Actores (ANDA) de México y los estudios de Grabaciones y Doblajes Internacionales (hoy, New Art Dub).

## Argumento
Maude Flanders aparece en un sueño de Ned como un fantasma. Ned llora y le pregunta a Todd si alguna vez sueña con su madre. Todd confiesa que ya no recuerda cómo es ella.
Después de ver las cintas de Navidad de su familia en un intento de refrescar sus recuerdos de Maude, Todd comienza a tener dudas de que Maude esté en un lugar mejor.
En la iglesia, el reverendo Lovejoy invita a los niños a decir lo que le gustaría decirle al niño Jesús si pudieran hablar con él y Todd enojado dice que le daría las gracias por nada porque su mamá está muerta y que él ya no cree en Dios, sorprendiendo a todos menos a Lisa Simpson, quien le da a Todd un pulgar hacia arriba.
Ned se sorprende hasta la médula y reprende su acción, mientras Todd sigue cuestionando la existencia de Dios. A la mañana siguiente, Todd se niega a decir amén a la oración del desayuno y Ned se pregunta qué puede devolverle el temor a Dios. Después de ver a Bart haciéndole una broma a Homer para que se quede afuera en ropa interior, Ned les pide a los Simpson que cuiden a Todd por un tiempo y lo ayuden a redescubrir sus creencias en Dios. Esto resulta inútil.
Finalmente, Todd le dice a Homer que la razón por la que no cree es porque su madre nunca regresará y le pregunta a Homer si sabe lo que siente, y Homer recuerda que su madre Mona también lo hizo llorar. Homer va a la taberna de Moe para olvidar, pero sorprendentemente se le une Ned. Los dos se emborrachan antes de ser atropellados por el coche de Hans Moleman.
Son recibidos en el cielo por la segunda esposa de Ned, Edna Krabappel y Maude, Juan el Bautista y Dios. Después de una discusión cinematográfica con Abraham Lincoln, Dios les informa que no están muertos. Simplemente, están en coma con sus familias en sus camas de hospital. Después de ver incluso a Bart rezando, Todd le reza a Dios, Jesús y Buda para que traiga a su padre de regreso. Ned vuelve a su cuerpo. Mona se encuentra con Homer y finalmente tiene la oportunidad de despedirse de ella antes de que él también recupere la conciencia y las familias se reúnan.
Por la noche, Rod y Todd sueñan con que Maude los arrope mientras el fantasma de Edna le grita "Ha" a Ned.

## Recepción
Dennis Perkins de The A.V. Club le dio a este episodio una B-, diciendo "'Todd, Todd, Why Hast Thou Forsaken Me?' de acerca a Todd Flanders, y está tan cerca de hacer su ejercicio de cambiar el enfoque narrativo del vecino más joven de Los Simpson, la mitad perpetua de un chiste, algo interesante".
El sistema de revisión de Bubbleblabber le dio a este episodio 6,5 de 10 puntos.
Tony Sokol de Den of Geek le dio a este episodio cuatro estrellas y media de cinco y dijo que "es una entrega tan perfecta como cualquier episodio moderno de Simpson".